# Lijst van voetbalinterlands Engeland - Ierland
Deze lijst van voetbalinterlands is een overzicht van alle officiële voetbalwedstrijden tussen de nationale teams van Engeland en de Republiek Ierland. De landen speelden tot op heden negentien keer tegen elkaar. De eerste ontmoeting, een vriendschappelijke wedstrijd, werd gespeeld in Dublin op 30 september 1946. Het laatste duel, een groepswedstrijd tijdens de UEFA Nations League 2024/25, vond plaats op 17 november 2024 in Londen.

## Wedstrijden
| №  | Plaats    | Datum             | Competitie                  | Wedstrijd          | Uitslag |
| -- | --------- | ----------------- | --------------------------- | ------------------ | ------- |
| 1  | Dublin    | 30 september 1946 | Vriendschappelijk           | Ierland – Engeland | 0 – 1   |
| 2  | Liverpool | 21 september 1949 | Vriendschappelijk           | Engeland – Ierland | 0 – 2   |
| 3  | Londen    | 8 mei 1957        | WK 1958 kwalificatie        | Engeland – Ierland | 5 – 1   |
| 4  | Dublin    | 19 mei 1957       | WK 1958 kwalificatie        | Ierland – Engeland | 1 – 1   |
| 5  | Dublin    | 24 mei 1964       | Vriendschappelijk           | Ierland – Engeland | 1 – 3   |
| 6  | Londen    | 8 september 1976  | Vriendschappelijk           | Engeland – Ierland | 1 – 1   |
| 7  | Dublin    | 25 oktober 1978   | EK 1980 kwalificatie        | Ierland – Engeland | 1 – 1   |
| 8  | Londen    | 6 februari 1980   | EK 1980 kwalificatie        | Engeland – Ierland | 2 – 0   |
| 9  | Londen    | 26 maart 1985     | Vriendschappelijk           | Engeland – Ierland | 2 – 1   |
| 10 | Stuttgart | 12 juni 1988      | EK 1988                     | Engeland – Ierland | 0 – 1   |
| 11 | Cagliari  | 11 juni 1990      | WK 1990                     | Engeland – Ierland | 1 – 1   |
| 12 | Dublin    | 14 november 1990  | EK 1992 kwalificatie        | Ierland – Engeland | 1 – 1   |
| 13 | Londen    | 27 maart 1991     | EK 1992 kwalificatie        | Engeland – Ierland | 1 – 1   |
| 14 | Dublin    | 15 februari 1995  | Vriendschappelijk           | Ierland – Engeland | 1 – 0   |
| 15 | Londen    | 29 mei 2013       | Vriendschappelijk           | Engeland - Ierland | 1 − 1   |
| 16 | Dublin    | 7 juni 2015       | Vriendschappelijk           | Ierland − Engeland | 0 − 0   |
| 17 | Londen    | 12 november 2020  | Vriendschappelijk           | Engeland − Ierland | 3 − 0   |
| 18 | Dublin    | 7 september 2024  | UEFA Nations League 2024/25 | Ierland − Engeland | 0 – 2   |
| 19 | Londen    | 17 november 2024  | UEFA Nations League 2024/25 | Engeland − Ierland | 5 – 0   |

## Samenvatting
| Competitie          | Totaal gespeeld | Winst Engeland | Gelijk | Winst Ierland | Doelsaldo Engeland – Ierland |
| ------------------- | --------------- | -------------- | ------ | ------------- | ---------------------------- |
| WK-eindronde        | 1               | 0              | 1      | 0             | 1 − 1                        |
| WK-kwalificatie     | 2               | 1              | 1      | 0             | 6 − 2                        |
| EK-eindronde        | 1               | 0              | 0      | 1             | 0 − 1                        |
| EK-kwalificatie     | 4               | 1              | 3      | 0             | 5 − 3                        |
| UEFA Nations League | 2               | 2              | 0      | 0             | 7 − 0                        |
| Vriendschappelijk   | 9               | 4              | 3      | 2             | 11 − 7                       |
| Totaal              | 19              | 8              | 8      | 3             | 30 − 14                      |

Wedstrijden bepaald door strafschoppen worden, in lijn met de FIFA, als een gelijkspel gerekend.

## Details

### Achtste ontmoeting
| Vriendschappelijk (Londen, Verenigd Koninkrijk, 6 februari 1980):            |       |         |
| Engeland                                                                     | 2 – 0 | Ierland |
| Kevin Keegan 34' Kevin Keegan 74'                                            | goals |         |
| - Debuut van middenvelder Bryan Robson (West Bromwich Albion) voor Engeland. |       |         |

### Negende ontmoeting
| Vriendschappelijk (Londen, Verenigd Koninkrijk, 26 maart 1985):          |       |                |
| Engeland                                                                 | 2 – 1 | Ierland        |
| Trevor Steven 44' Gary Lineker 75'                                       | goals | 87' Liam Brady |
| - Debuut van Chris Waddle, Peter Davenport en Gary Bailey voor Engeland. |       |                |

### Tiende ontmoeting
| EK 1988 (Stuttgart, West-Duitsland, 12 juni 1988): |       |                 |
| Engeland                                           | 0 – 1 | Ierland         |
|                                                    | goals | 6' Ray Houghton |

### Elfde ontmoeting
| WK 1990 (Cagliari, Italië, 11 juni 1990): |       |                  |
| Engeland                                  | 1 – 1 | Ierland          |
| Gary Lineker 8'                           | goals | 73' Kevin Sheedy |

### Twaalfde ontmoeting
| EK 1992 kwalificatie (Dublin, Ierland, 14 november 1990): |       |                 |
| Ierland                                                   | 1 – 1 | Engeland        |
| Tony Cascarino 79'                                        | goals | 67' David Platt |
| - 150ste gelijkspel van Engeland.                         |       |                 |

### Dertiende ontmoeting
| EK 1992 kwalificatie (Londen, Verenigd Koninkrijk, 27 maart 1991):                                                                               |              | |
| Engeland | 1 – 1        | Ierland |
| Lee Dixon 9' | goals        | 29' Niall Quinn |
| Graham Taylor | bondscoach   | Jack Charlton |
| David Seaman Lee Dixon Stuart Pearce Des Walker Tony Adams 46' Mark Wright Bryan Robson David Platt Peter Beardsley Gary Lineker 76' John Barnes | opstellingen | Pat Bonner Denis Irwin Steve Staunton David O'Leary Kevin Moran Andy Townsend Paul McGrath Ray Houghton Niall Quinn 72' John Aldridge Kevin Sheedy |
| Lee Sharpe 46' Ian Wright 76' | wissels      | 72' Tony Cascarino |
| | gele kaarten | 26' Paul McGrath |
| - Debuut van Lee Sharpe (Manchester United) voor Engeland.                                                                                       |              | |

### Veertiende ontmoeting
| Vriendschappelijk (Dublin, Ierland, 15 februari 1995): |       |          |
| Ierland | 1 – 0 | Engeland |
| David Kelly 22' | goals |          |
| - Debuut van Warren Barton (Wimbledon) voor Engeland. - Wedstrijd na 27 minuten gestaakt door scheidsrechter Dick Jol wegens ongeregeldheden op tribunes. |       |          |

### Vijftiende ontmoeting
| Vriendschappelijk (Londen, Verenigd Koninkrijk, 29 mei 2013): |       |                |
| Engeland                                                      | 1 – 1 | Ierland        |
| Frank Lampard 23'                                             | goals | 13' Shane Long |
| - Honderdste interland van Ashley Cole (Engeland).            |       |                |

### Zestiende ontmoeting
| Vriendschappelijk (Dublin, Ierland, 7 juni 2015): |              | |
| Ierland | 0 – 0        | Engeland |
| | goals        | |
| Michael O'Neill | bondscoach   | Roy Hodgson |
| Keiran Westwood 61' Séamus Coleman Marc Wilson John O'Shea 71' Robbie Brady Jeff Hendrick Aiden McGeady James McCarthy 46' Daryl Murphy 56' David McGoldrick 46' Glenn Whelan 63' | opstellingen | Joe Hart Phil Jones Ryan Bertrand Jordan Henderson 74' Gary Cahill Chris Smalling 66' Jack Wilshere James Milner 66' Raheem Sterling 75' Wayne Rooney 82' Adam Lallana |
| James McClean 46' Shane Long 46' Shay Given 61' Jonathan Walters 56' Harry Arter 63' Paul McShane 72'                                                                             | wissels      | 66' Andros Townsend 66' Ross Barkley 74' Phil Jagielka 74' Jamie Vardy 82' Theo Walcott                                                                                |
| James McCarthy 44' | gele kaarten | |
| - Debuut van Harry Arter (AFC Bournemouth) voor Ierland. - Debuut van Jamie Vardy (Leicester City) voor Engeland.                                                                 |              | |

### Zeventiende ontmoeting
| Vriendschappelijk (Londen, Verenigd Koninkrijk, 12 november 2020):                                    |       |         |
| Engeland                                                                                              | 3 – 0 | Ierland |
| Harry Maguire 18' Jadon Sancho 31' Dominic Calvert-Lewin 56' (pen.)                                   | goals |         |
| - Debuut van Jude Bellingham (Borussia Dortmund) en Dean Henderson (Manchester United) voor Engeland. |       |         |

FA · A-internationals · Selecties · Bondscoaches · Engels vrouwenelftal · Brits olympisch elftal · Engeland -21 · Engeland -20 · Engeland -19 · Engeland -18 · Engeland -17 · Engeland -16 · Vrouwen -17
1872 – 1899 ·
1900 – 1919 ·
1920 – 1929 ·
1930 – 1939 ·
1940 – 1949 ·
1950 – 1959 ·
1960 – 1969 ·
1970 – 1979 ·
1980 – 1989 ·
1990 – 1999 ·
2000 – 2009 ·
2010 – 2019 ·
2020 − 2029
EK's: 1968 ·
1980 ·
1988 ·
1992 ·
1996 ·
2000 ·
2004 ·
2012 · 
2016 · 
2020 · 
2024
WK's: 1950 ·
1954 ·
1958 ·
1962 ·
1966 ·
1970 ·
1982 ·
1986 ·
1990 ·
1998 ·
2002 ·
2006 ·
2010 ·
2014 ·
2018 · 
2022
Albanië ·
Algerije ·
Andorra ·
Argentinië ·
Australië ·
Azerbeidzjan ·
België ·
Bosnië en Herzegovina ·
Brazilië ·
Bulgarije ·
Canada ·
Chili ·
China ·
Colombia ·
Costa Rica ·
Cyprus ·
Denemarken ·
DDR · 
Duitsland ·
Ecuador ·
Egypte ·
Estland ·
Finland ·
Frankrijk ·
Georgië ·
Ghana ·
GOS ·
Griekenland ·
Honduras ·
Hongarije ·
Ierland ·
IJsland · 
Iran ·
Israël ·
Italië ·
Ivoorkust ·
Jamaica ·
Japan ·
Joegoslavië ·
Kameroen ·
Kazachstan ·
Koeweit ·
Kosovo ·
Kroatië ·
Liechtenstein ·
Litouwen ·
Luxemburg ·
Maleisië ·
Malta ·
Marokko ·
Mexico ·
Moldavië ·
Montenegro ·
Nederland ·
Nieuw-Zeeland ·
Nigeria ·
Noord-Ierland ·
Noord-Macedonië ·
Noorwegen ·
Oekraïne ·
Oostenrijk ·
Panama · 
Paraguay ·
Peru · 
Polen ·
Portugal ·
Roemenië ·
Rusland ·
San Marino · 
Saoedi-Arabië ·
Schotland ·
Senegal ·
Servië ·
Servië en Montenegro · 
Slovenië ·
Slowakije ·
Sovjet-Unie ·
Spanje ·
Trinidad en Tobago ·
Tsjechië ·
Tsjecho-Slowakije ·
Tunesië ·
Turkije ·
Uruguay ·
Verenigde Staten ·
Wales ·
Wit-Rusland ·
Zuid-Afrika ·
Zuid-Korea ·
Zweden ·
Zwitserland
Algerije (2010) · 
Argentinië (1986) · 
Argentinië (1998) · 
Argentinië (2002) · 
België (1990) · 
België (2018, 1) · 
België (2018, 2) · 
Brazilië (2002) · 
Colombia (1998) ·
Colombia (2018) ·
Costa Rica (2014) ·
Denemarken (2002) ·
Denemarken (2021) · 
Duitsland (2000) ·
Duitsland (2010) ·
Duitsland (2021) ·
Ecuador (2006) ·
Egypte (1990) ·
Frankrijk (1982) ·
Frankrijk (2012) ·
Frankrijk (2022) ·
Ierland (1990) · 
IJsland (2016) ·
Italië (1990) · 
Italië (2012) · 
Italië (2014) · 
Italië (2021) · 
Kameroen (1990) · 
Koeweit (1982) · 
Kroatië (2018) ·
Kroatië (2021) · 
Marokko (1986) · 
Nederland (1990) · 
Nigeria (2002) · 
Oekraïne (2012) · 
Oekraïne (2021) ·
Panama (2018) · 
Paraguay (1986) · 
Paraguay (2006) · 
Polen (1986) · 
Portugal (1986) · 
Portugal (2000) · 
Portugal (2006) · 
Roemenië (1998) ·
Roemenië (2000) ·
Rusland (2016) ·
Schotland (2021) ·
Senegal (2022) ·
Slovenië (2010) ·
Slowakije (2016) ·
Spanje (1982) ·
Spanje (2024) ·
Trinidad en Tobago (2006) ·
Tsjechië (2021) ·
Tsjecho-Slowakije (1982) ·
Tunesië (1998) ·
Tunesië (2018) ·
Uruguay (2014) ·
Verenigde Staten (2010) ·
Wales (2016) · 
West-Duitsland (1966) ·
West-Duitsland (1982) ·
West-Duitsland (1990) ·
Zweden (2002) ·
Zweden (2006) · 
Zweden (2012)
FAI · A-internationals · Bondscoaches · Statistieken · Iers vrouwenelftal · Olympisch elftal · Ierland U21 · Ierland U20 · Ierland U19 · Ierland U18 · Ierland U17 · Ierland U16 · Vrouwen U17
1924 – 1929 ·
1930 – 1939 ·
1940 – 1949 ·
1950 – 1959 ·
1960 – 1969 ·
1970 – 1979 ·
1980 – 1989 ·
1990 – 1999 ·
2000 – 2009 ·
2010 – 2019 ·
2020 − 2029
EK 1988 · 
EK 2012 · 
EK 2016
WK 1990 · 
WK 1994 · 
WK 2002
1924 · 
1925 · 
1926 · 
1927 · 
1928 · 
1929 · 
1930 · 
1931 · 
1932 · 
1933 · 
1934 · 
1935 · 
1936 · 
1937 · 
1938 · 
1939 · 
1940 · 1941 · 1942 · 1943 · 1944 · 1945 · 
1946 · 
1947 · 
1948 · 
1949 · 
1950 · 
1951 · 
1952 · 
1953 · 
1954 · 
1955 · 
1956 · 
1957 · 
1958 · 
1959 · 
1960 · 
1961 · 
1962 · 
1963 · 
1964 · 
1965 · 
1966 · 
1967 · 
1968 · 
1969 · 
1970 · 
1971 · 
1972 · 
1973 · 
1974 · 
1975 · 
1976 · 
1977 · 
1978 · 
1979 · 
1980 · 
1981 · 
1982 · 
1983 · 
1984 · 
1985 · 
1986 · 
1987 · 
1988 · 
1989 · 
1990 · 
1991 · 
1992 · 
1993 · 
1994 · 
1995 · 
1996 · 
1997 · 
1998 · 
1999 · 
2000 · 
2001 · 
2002 · 
2003 · 
2004 · 
2005 · 
2006 · 
2007 · 
2008 · 
2009 · 
2010 · 
2011 · 
2012 · 
2013 · 
2014 · 
2015 ·
2016 ·
2017 ·
2018 ·
2019 ·
2020 ·
2021
Albanië ·
Algerije ·
Andorra ·
Argentinië ·
Armenië ·
Australië ·
Azerbeidzjan ·
België ·
Bolivia ·
Bosnië en Herzegovina ·
Brazilië ·
Bulgarije ·
Canada ·
Chili ·
China ·
Colombia ·
Costa Rica ·
Cyprus ·
Denemarken ·
Duitsland ·
Ecuador ·
Egypte ·
Engeland ·
Estland ·
Faeröer ·
Finland ·
Frankrijk ·
Georgië ·
Gibraltar ·
Griekenland ·
Hongarije ·
IJsland ·
Iran ·
Israël ·
Italië ·
Jamaica ·
Joegoslavië ·
Kameroen ·
Kazachstan ·
Kroatië ·
Letland ·
Liechtenstein ·
Litouwen ·
Luxemburg ·
Malta ·
Marokko ·
Mexico ·
Moldavië ·
Montenegro ·
Nederland ·
Nieuw-Zeeland ·
Nigeria ·
Noord-Ierland ·
Noord-Macedonië ·
Noorwegen ·
Oekraïne ·
Oman ·
Oostenrijk ·
Paraguay ·
Polen ·
Portugal ·
Qatar ·
Roemenië ·
Rusland ·
San Marino ·
Saoedi-Arabië ·
Schotland ·
Servië ·
Slowakije ·
Sovjet-Unie ·
Spanje ·
Trinidad en Tobago ·
Tsjechië ·
Tsjecho-Slowakije ·
Tunesië ·
Turkije ·
Uruguay ·
Verenigde Staten ·
Wales ·
Wit-Rusland ·
Zuid-Afrika ·
Zweden ·
Zwitserland
België (2016) · 
Italië (2012) · 
Kroatië (2012) · 
Spanje (2012) · 
Zweden (2016)